# Katelyn Nacon
Katelyn Nacon (*11. června 1999 Atlanta, Georgie) je americká herečka a zpěvačka. Je známá pro svou roli Enid v seriálu Živí mrtví.

## Kariéra
Katelyn Nacon začala svou hereckou kariéru ve filmu Loving Generously. Její první televizní role byla ve fantasy seriálu Resurrection. V současné době hraje roli Enid v seriálu Živí mrtví.
V roce 2015 vydala album Love in May.